# 杨氏鱼属
杨氏鱼属（学名：Youngolepis）是腔棘魚目的一属。科的地位未定。

## 下属物种
本属包括以下物种：
- 先驱杨氏鱼 Youngolepis praecursor Chang & Yu, 1981[2]